# Amanecer
"Amanecer" é a canção da cantora espanhola Edurne. A canção foi escolhida pela TVE (Televisão Espanhola) para representar a Espanha no Festival Eurovisão da Canção 2015 em Viena, na Áustria. A canção foi escrita por Tony Sánchez-Ohlsson, Peter Boström e Thomas G:son. "Amanecer" foi revelada a 1 de Março de 2015 e lançada em plataformas digitais no dia seguinte.
A canção faz parte do sexto álbum de Edurne.

## Videoclipe
O vídeo oficial da canção foi lançado a 9 de Março de 2015. Foi filmado num estúdio em Valência, a Janeiro de 2015, dirigido por David Arnal e Germán de la Hoz, e apresenta efeitos visuais pela Virtual Art.  Edurne é acompanhada no vídeo plo modelo Saoro Nadal.